# 亥鼻城
亥鼻城（いのはなじょう）は、千葉県千葉市中央区亥鼻（旧：下総国）にあった日本の城（平山城）。文化財報告書では「猪鼻城」の表記がみられる。通称は千葉城。周辺は亥鼻公園（歴史公園）として整備され、土塁、堀切などが現存する城跡は市の文化財に指定されている。

## 概要

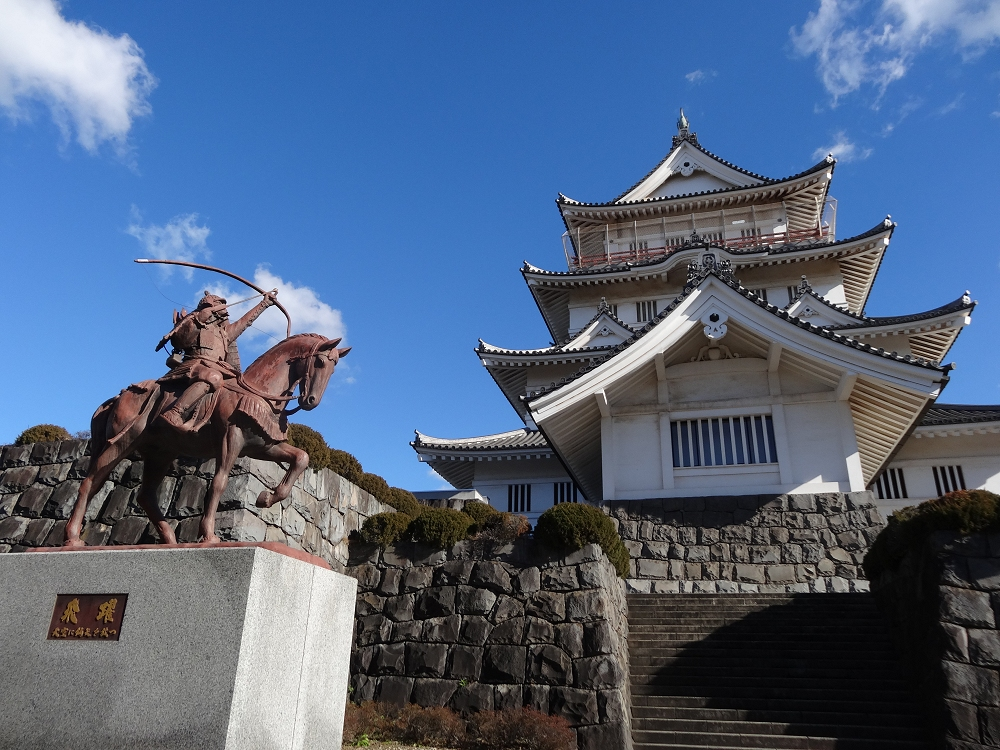
千葉常胤騎馬像と千葉市立郷土博物館

猪鼻山は、北は都川、西は断崖に面した天険の要害の地に築かれた平山城である。鎌倉幕府を開いた源頼朝の挙兵に際し、いち早く参陣して東国武士団の動向に大きな影響を与えた重鎮千葉常胤の父である千葉常重が平安時代の1126年（大治元年）、上総国大椎城（現在の千葉市緑区大椎町）から拠点を移し、下総国（現在の千葉市中央区亥鼻付近）に居館を構えた。拠点を移して以来、1455年（康正元年）、千葉胤直が下総原氏の原胤房に追われるまで、千葉氏13代（約330年）に渡り両総に覇を唱えた千葉氏の拠点と言われる。
しかし、これまでの発掘調査で、鎌倉時代の千葉氏の館の痕跡は確認されておらず、遺構として残されている土塁や空堀の特徴から、実際には戦国時代の城跡であると推測されている。亥鼻城は原胤隆の子・範覚のときに取り立てられ、1516年（永正13年）に三上氏の攻撃を受けた。このとき、弥富原氏と見られる原蔵人が討ち死にしているので、亥鼻城は原氏によって築城・維持されたという説もある。
その後、江戸時代（幕末）の1861年（文久元年）には千葉八景「猪鼻山の望月」に選定されており、古くから名所・旧跡として親しまれていた。城跡は1909年（明治42年）以降公園として開放され、1959年（昭和34年）に歴史公園「亥鼻公園」（面積10,293平方メートル）として整備され、亥鼻山の中腹には、1967年（昭和42年）に千葉市立郷土博物館（模擬天守）、いのはな亭（茶室及び庭園）が建造された。
城域は、亥鼻公園（主郭）から千葉大学亥鼻キャンパス（外郭）を含む広大な領域とする見解もあるが、医学部構内の発掘調査の結果、マウンドを持つ七天王塚は古墳であること、中世の遺構・遺跡がほとんど見られなかったことから、亥鼻公園周辺に限定される可能性が高くなっている。現在、地名をとって「亥鼻城跡」と呼ばれている。また主郭部の突端にかつての物見台跡の神明社がある。二の郭跡に郷土博物館と千葉常胤像が建つ。

## 歴史

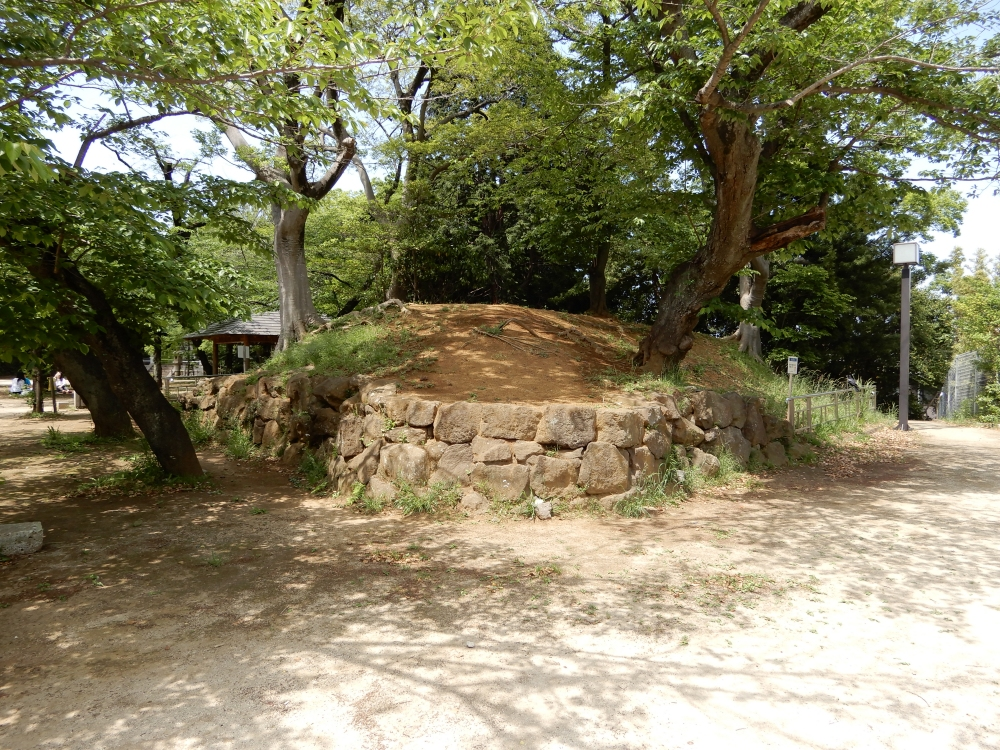
現存する2郭・3郭間の土塁

中世の千葉城が登場する資料『相馬文書』には、1335年（建武2年）の一族の内紛の際に、千葉胤貞方が「千葉城」「千葉楯」を攻撃したことが記されている。しかし、亥鼻城のような台地上の城郭が築かれるようになるのは15世紀以降のことであり、「千葉楯」ともあることから、これは低地上の館を楯などで戦闘時に城郭化したものと考えられる。
千葉妙見宮（現在の千葉神社）及び同寺を崇敬する千葉氏及びその妙見信仰について書かれた『千学集抄』においては、千葉氏の館の場所を「堀内」と記しており、近年は千葉市街の低地に千葉館があった説が有力視されている。亥鼻城跡からは、鎌倉時代の蔵骨器が発掘されている一方、生活感のある出土物が少ないため、亥鼻には千葉氏（宗家）の時代に墓地があり、これが後に城郭化されたとする説がある。
亥鼻の古城が千葉氏の城だという記述が出てくるのは、江戸時代になってからのことである。1858年（安政5年）、成田山新勝寺の新本堂建立の際に制作された『成田名所図会』には、千葉常胤に関する一節がある。そのなかに「千葉氏古城址の図」が掲載されており、中央に亥鼻山が描かれている。また、近現代になってからも、亥鼻山を古城址と書いた絵葉書が複数作られているほか、1926年（昭和元年）には亥鼻城跡に千葉開府800年記念碑、1976年（昭和51年）には千葉開府850年記念碑が建立されている。

### 沿革

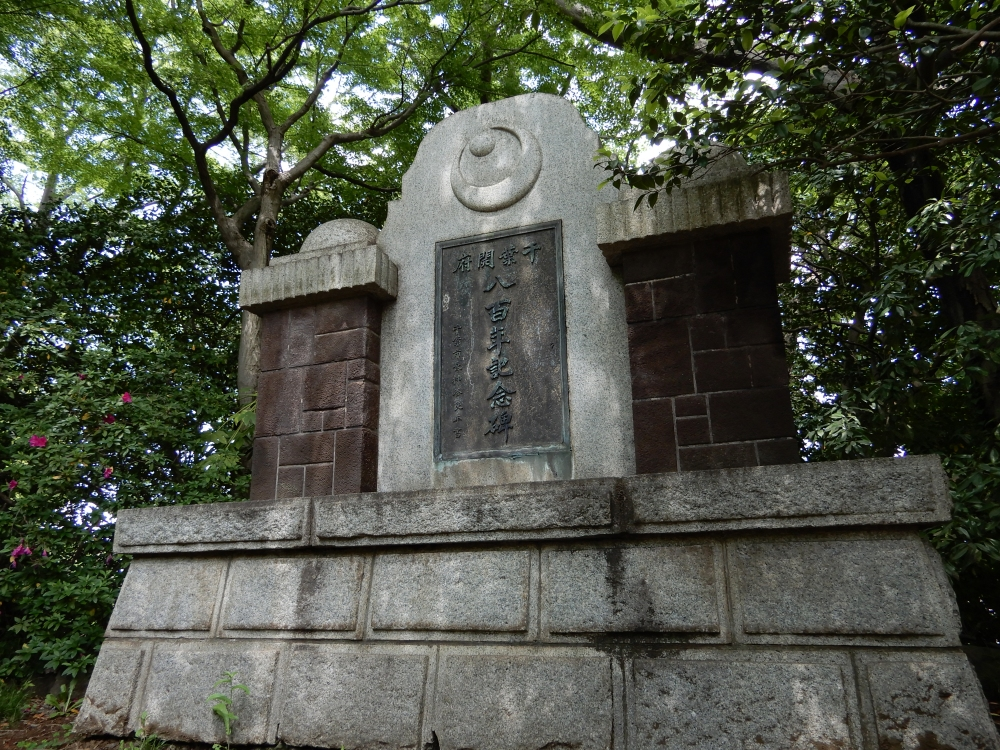
千葉開府800年記念碑

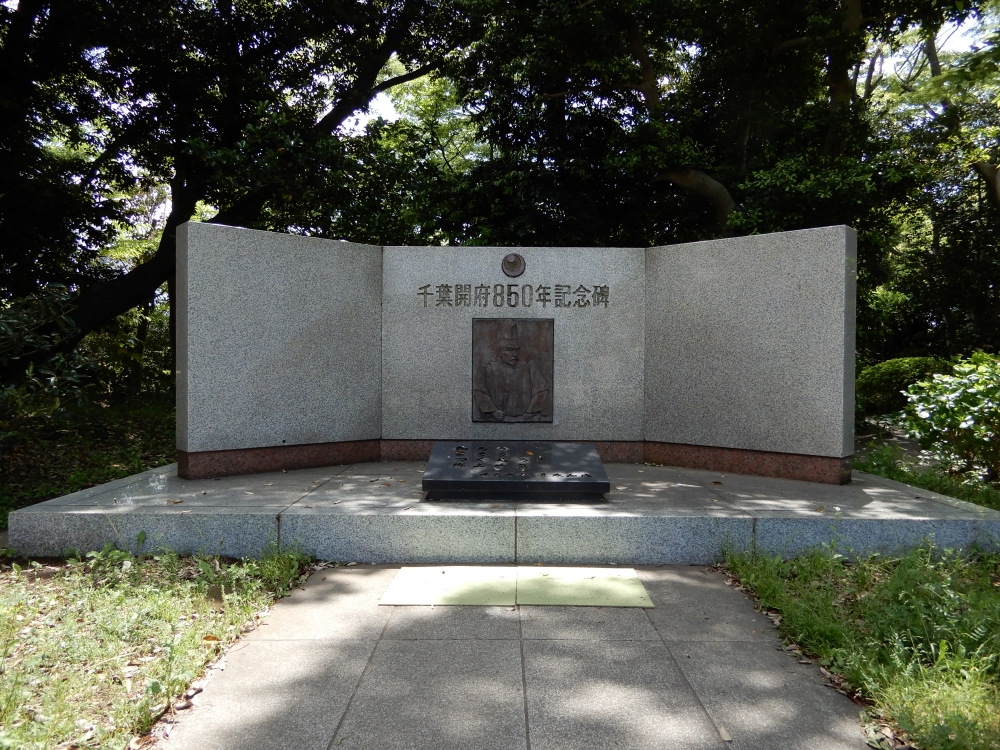
千葉開府850年記念碑

千葉氏は桓武平氏であった平忠常の子孫で、千葉常胤のときに千葉氏を称した。常胤は上総広常と共に源頼朝を助けて鎌倉幕府樹立に尽力した。後に広常が謀反の疑いで頼朝に誅殺されると、常胤は房総平氏の惣領となり全盛期を迎える。しかし、室町時代に入ると鎌倉公方と古河公方が対立し、関東に騒乱が巻き起こると千葉氏も内紛が勃発する。1455年（康正元年）千葉氏14代である千葉胤直が一族の千葉康胤（馬加康胤）と原胤房に亥鼻城が急襲され、千田庄（現：千葉県香取郡多古町付近）へ追いやる。その後、出家していた康胤もこれに合流し、千田庄の多古城・志摩城に立て籠る胤直父子や円城寺尚任、援軍にかけつけた大掾頼幹（妙充、満幹の次男又は甥）を攻め滅ぼす。『日本城郭大系』によると、1457年（長禄元年）康胤が宗家の名跡を継ぎ、子の千葉輔胤は本拠を本佐倉城に移した。
その後、1861年（文久元年）の千葉八景に「猪鼻山の望月」が選ばれ、城跡は1909年（明治42年）以降公園として開放された。1959年（昭和34年）に亥鼻公園（歴史公園）として整備され、1967年（昭和42年）4月に千葉市立郷土博物館（模擬天守）、いのはな亭（茶室及び庭園）が建造された。

## 構造
突端の構造が猪の鼻に似ている、あるいは亥の方角を向いていることから、亥鼻の名がある。突端部には神明社と亥鼻城跡の碑があり、神明社のある郭は物見の跡と伝えられる。そこから郷土博物館の間にほぼ唯一の遺構として土塁が残る。一説によると、千葉大学医学部から中央博物館バス停付近までの広大な範囲を城域に含むとされてきたが、前述のとおり、近年の発掘調査では否定されている。中央博物館バス停付近には七天王塚があり、亥鼻城跡とあわせて市の文化財に指定している。
城跡北側の台地下には「お茶の水」という井戸跡がある。この井戸から汲んだ水で千葉常胤がお茶をたて、源頼朝に献じたなどの伝説が残されている。城跡東側の階段はかつて池田坂と呼ばれ、城の搦手（裏門）にあたると言われる。

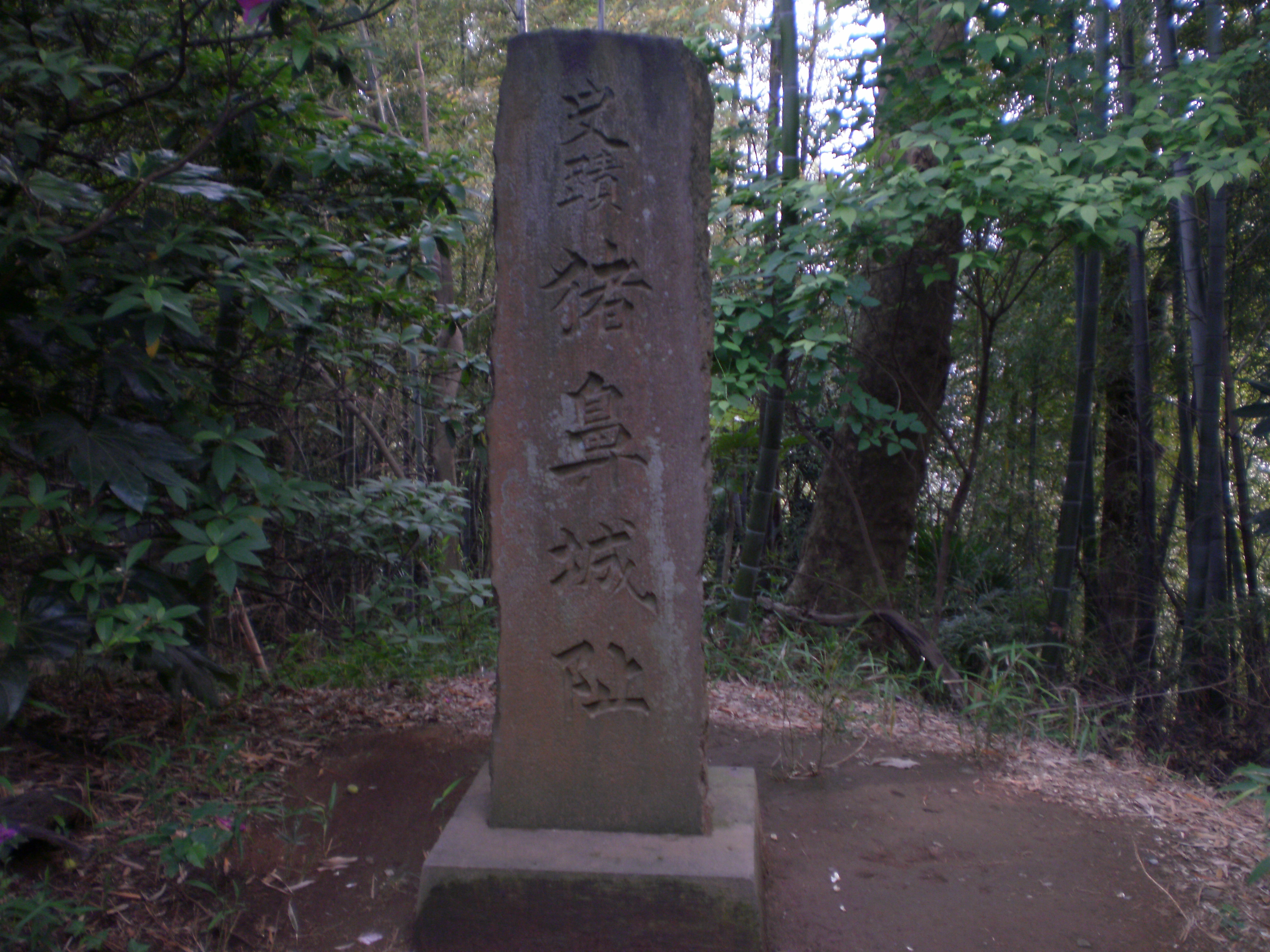
亥鼻城址の碑
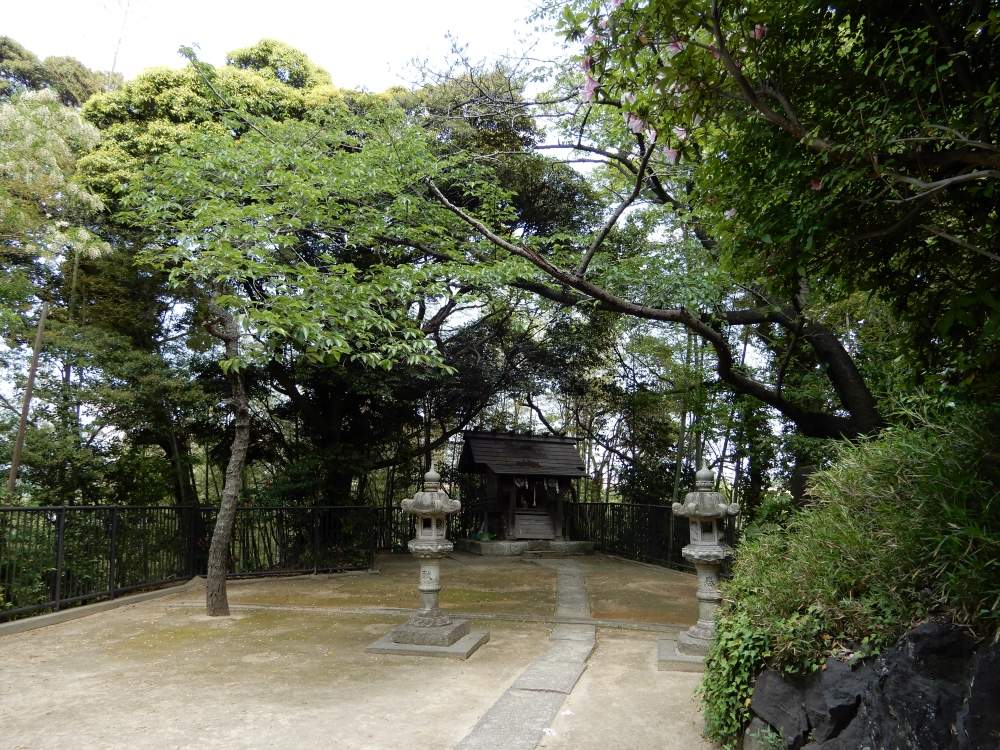
神明社
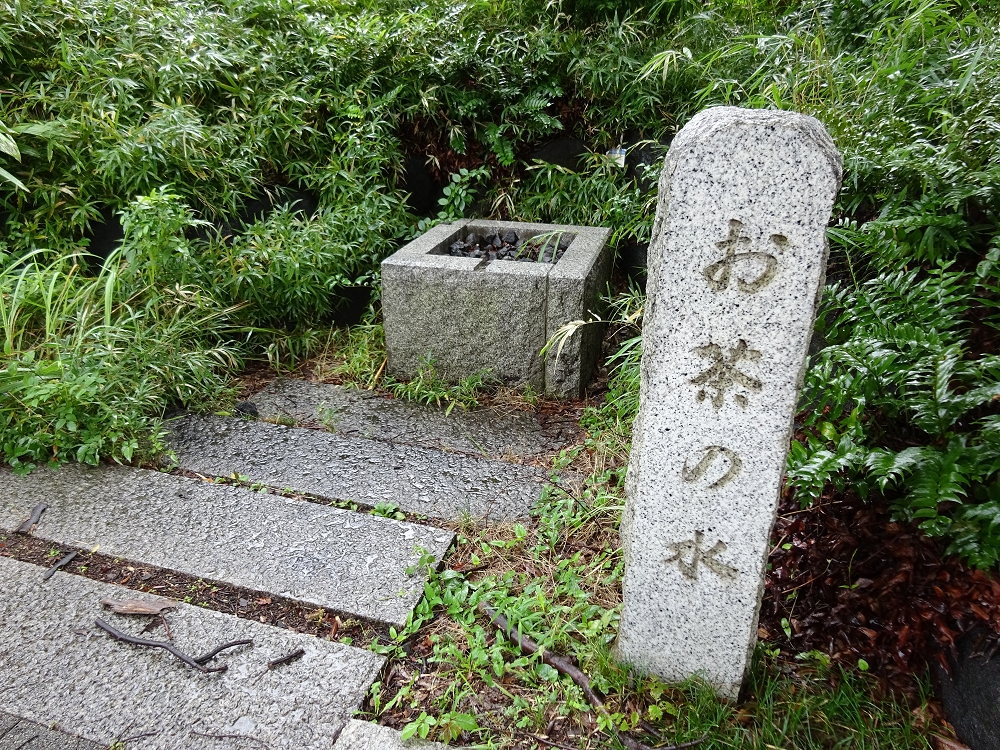
お茶の水

## 千葉市立郷土博物館

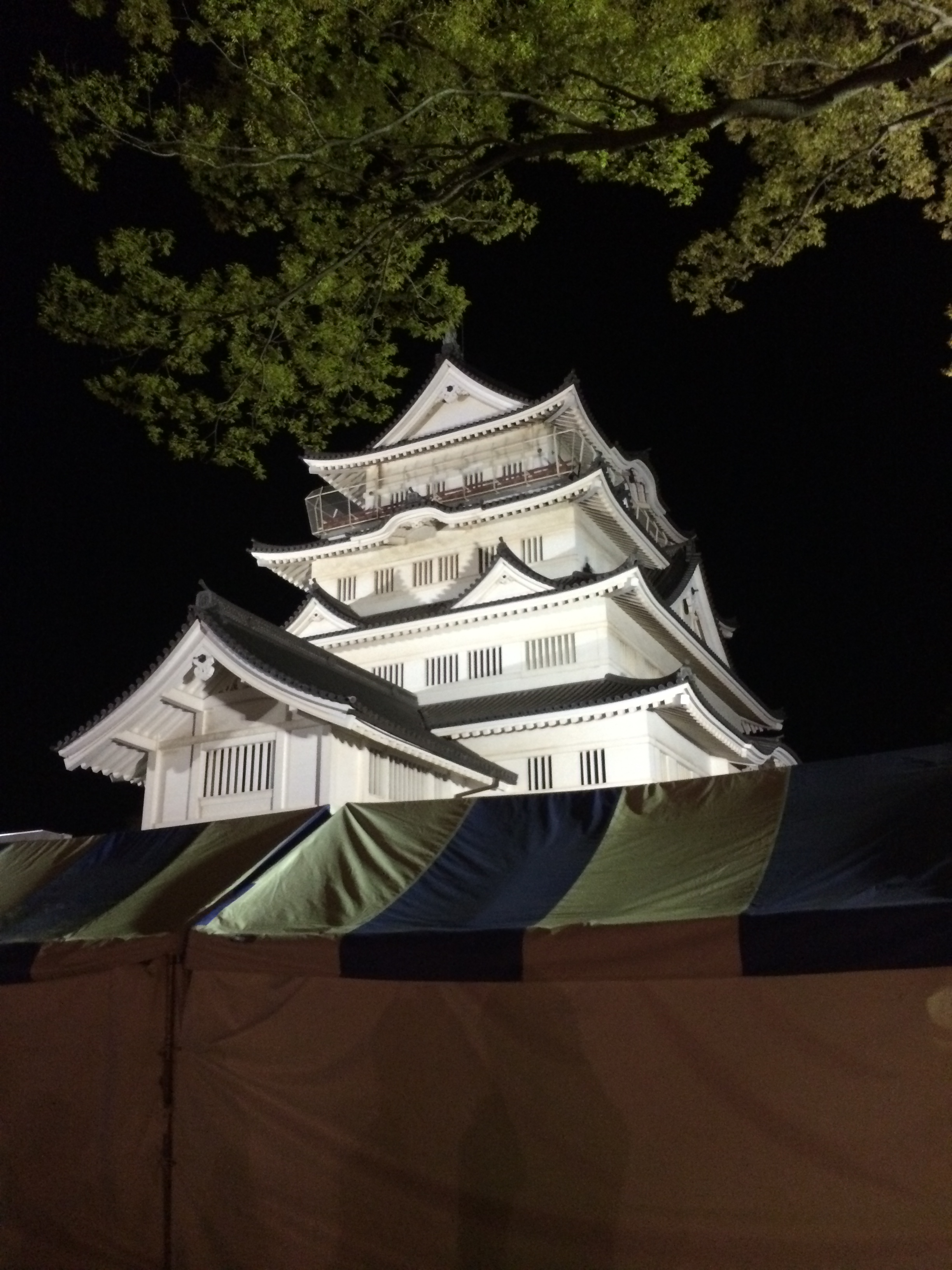
桜祭り期間中のライトアップ

千葉市立郷土博物館（ちばしりつきょうどはくぶつかん、英称：Chiba City Folk Museum）は、千葉県千葉市中央区亥鼻にある博物館。
千葉市および千葉氏に関する常設展示のほか、企画展示も行っている。本館は天守出現以前の中世城郭にある模擬天守。敷地面積8748.59平方メートル、建築面積756.13平方メートル、建築延床面積2416.29平方メートル、展示延面積1230.86平方メートルの建築規模である。
- 本館 ※（　）内は展示面積。
  - 1階：516.99平方メートル（376.24平方メートル）、講義室、展示室、電気室、機械室
  - 2階：468.56平方メートル（360.38平方メートル）、展示室、事務室
  - 3階：299.34平方メートル（236.87平方メートル）、展示室、倉庫
  - 4階：353.28平方メートル（157.14平方メートル）、展示室、倉庫
  - 5階：128.34平方メートル（100.23平方メートル）、展望室（展示室）、倉庫
- 本館玄関棟
  - 1階：52.17平方メートル、エントランスホール、受付
  - 2階：53.38平方メートル、事務室
- 収蔵庫棟
  - 2階：31.90平方メートル、エレベーター機械室
  - 1階：177.35平方メートル、第1収蔵庫、学芸室、荷解室
  - 地下1階：168.65平方メートル、第2収蔵庫、機械室
  - 地下2階：166.33平方メートル

沿革
- 1966年（昭和41年）3月24日 - 本館着工。
- 1967年（昭和42年）
  - 3月31日 - 本館竣工。
  - 4月9日 - 千葉市観光課の所管施設「千葉市郷土館」として開館。
- 1976年（昭和51年）7月 - 千葉市教育委員会社会教育課へ移管。
- 1979年（昭和54年）4月 - 千葉市文化課の設置にともない本市における文化施設としての方向付けがなされた。
- 1982年（昭和57年）6月24日 - 収蔵棟着工。
- 1983年（昭和58年）
- 3月31日 - 収蔵棟竣工。
- 4月 - 「千葉市立郷土博物館」と館名を改め、主として歴史・民俗系の博物館とした。
- 2000年（平成12年）11月21日 - 耐震改修工事着工。
- 2001年（平成13年）12月 - リニューアルオープン。
- 2007年（平成19年）
  - 4月 - 千葉市文化課廃止。千葉市生涯学習振興課の所管となる。
  - 7月31日 - プラネタリウム投影および天文普及事業終了。
- 2009年（平成21年）10月より - 旧プラネタリウム室改修工事。
- 2010年（平成22年）4月 - 旧プラネタリウム室を4階近代・現代展示室としてリニューアルオープン。
- 2015年（平成27年）4月 - 千葉市文化財課新設に伴い千葉市文化財課の所管となる。
- 2024年（令和6年）9月30日 - 2026年の千葉開府900年に向けてリニューアル工事のため休館（2025年10月末までの予定）[17]。

## 交通

### 公共交通機関

#### 鉄道
- 千葉都市モノレール「県庁前駅」、徒歩約5分
- JR東日本「本千葉駅」、徒歩約10分

#### バス
- 京成バス
  - 千03：千葉駅 - 中央三丁目 - 郷土博物館・千葉県文化会館 - 中央博物館 - 千葉大学病院（平日のみ）
  - 千03-1：千葉駅 - 中央三丁目 - 郷土博物館・千葉県文化会館 - 中央博物館 - 千葉大学病院 - 市立青葉病院 - 南矢作
  - 千04：千葉駅 - 中央三丁目 - 郷土博物館・千葉県文化会館 - 中央博物館 - （千葉大学病院非経由） - 市立青葉病院 - 南矢作（早朝・夜間～深夜のみ）
- ちばシティバス
  - 千21：千葉駅 - 広小路 - 郷土博物館・千葉県文化会館 - 中央博物館 - 千葉大学病院 - 市立青葉病院 - 南矢作 - 川戸都苑
  - 稲102：稲毛駅 - 千葉駅 - 広小路 - 郷土博物館・千葉県文化会館 - 中央博物館 - 千葉大学病院 - 市立青葉病院 - 南矢作 - 川戸都苑

### 自動車

#### 高速道路
- 首都高速小松川線・京葉道路「松ヶ丘インターチェンジ」

#### 駐車場
- 駐車場有、25台（無料）